# Неттер, Шарль
Шарль (Карл, Яков Копель) Неттер (фр. Charles Netter; 14 сентября 1826, Страсбур, Франция — 2 октября 1882, Микве-Исраэль, Османская империя) — французский коммерсант, общественный деятель и филантроп еврейского происхождения. Один из создателей и лидеров Всемирного еврейского союза, основатель и первый руководитель сельскохозяйственного поселения-школы Микве-Исраэль.

## Биография
Шарль Неттер родился в Страсбуре (Эльзас) в семье раввина Меира Неттера. Биографическая «Энциклопедия первопроходцев и строителей ишува», изданная на иврите в 1947 году, и Краткая еврейская энциклопедия на русском языке пишут, что его еврейским именем было Яков; изданная на английском языке Encyclopaedia Judaica называет его Ицхаком. Получил образование в лицее в Страсбуре, а затем в Бельфоре; еврейским образованием Неттера занимался частный учитель, бывший выходцем из Польши.
По окончании учёбы переехал в Лондон, где занялся торговлей. Спустя некоторое время перебрался в Париж, где достиг значительного коммерческого успеха. Вёл коммерческую деятельность также в Лилле и Москве. С начала 1850-х годов, после переезда в Париж, активно занимался общественной благотворительной деятельностью; среди инициатив Неттера в этот период были еврейская ремесленная школа (1865), общество охраны прав рабочих и общежитие для бедных ремесленников (1880).
От своих учителей, а позже в ходе деловых поездок в Восточную Европу Неттер узнал о тяжёлом общественном положении евреев Восточной Европы. В результате он стал одним из еврейских общественных деятелей, в 1860 году основавших Всемирный еврейский союз («Альянс») — организацию, ставившую себе целью защиту прав и интересов евреев в разных странах и борьбу с их угнетением по религиозному признаку. После создания организации Неттер был избран её генеральным секретарём.
Среди еврейских лидеров, сотрудничавших с «Альянсом», был Цви-Гирш Калишер, обратившийся к руководству организации с просьбой о содействии еврейской поселенческой деятельности в Земле Израильской. Вначале эта инициатива была отклонена, но в 1866 году к «Альянсу» обратились с аналогичной просьбой еврейские организации Сербии, Марокко и Персии; интерес к возможному созданию сельскохозяйственных поселений выразила и еврейская община Иерусалима. Неттер стал первым из лидеров «Альянса», положительно отнёсшихся к этим идеям, и в 1867 году представил другим лидерам организации практические планы по переселению евреев Марокко, Персии и других восточных стран в Палестину и организации там еврейских сельскохозяйственных общин. Свои рекомендации он представил после шестинедельной поездки в Палестину, где убедился в наличии в ишуве сотен евреев желающих заняться сельским трудом.
В начале 1869 года руководство «Альянса» одобрило планы Неттера по созданию в Палестине сельскохозяйственного поселения-школы. После этого он обратился к правительству Османской империи, в состав которой входила Палестина, с просьбой о выделении земли под это поселение. Благодаря усилиям Адольфа Кремьё, ещё одного лидера «Альянса», к этой просьбе присоединились дипломатические ведомства Франции и Великобритании. Осенью 1869 года турецкая администрация дала разрешение на приобретение в вечную аренду 2600 дунамов земли в Палестине под сельскохозяйственную общину. Прибыв в Палестину, Неттер выбрал под новое поселение земли в районе арабской деревни Яжур. Попытки жителей деревни воспрепятствовать новому строительству были безуспешными. Поселение-школа получило название «Микве-Исраэль» («Надежда Израилева», по стиху из Книги Иеремии), и Неттер стал его первым руководителем.
Следующие несколько лет Неттер провёл в Палестине, проживая в Микве-Исраэль и Яффе и периодически возвращаясь в Париж для лечения. В эти годы в своих письмах он развивал идеи масштабного еврейского заселения Земли Израильской. Содержание школы, однако, оказалось весьма дорогостоящим. Выделенные «Альянсом» первоначально 100 тысяч франков были быстро истрачены, и Неттеру пришлось брать ссуды на дополнительные, более значительные суммы денег. Он также потратил на школу 25 тысяч франков из собственного кармана.
В 1873 году ухудшающееся здоровье заставило Неттера вернуться во Францию, где он провёл следующие четыре года. В 1877 году он отправился на международную конференцию в Стамбул, где представил докладную записку о тяжёлом положении евреев Востока, Румынии и Сербии. На следующий год принял участие в Берлинском конгрессе, а в 1880 году — в международной конференции в Мадриде, на которой выступал в защиту прав марокканских евреев.
К 1880 году экономические проблемы Микве-Исраэль привели к тому, что Неттер разочаровался в идее массового еврейского заселения Земли Израильской. Вместо этого он пришёл к выводам о необходимости еврейской эмиграции в США. В 1881 году, реализуя эти идеи, он организовал переезд в США 1200 еврейских беженцев от погромов в России (в Микве-Исраэль в этот же период были отправлены только 28 детей). В начале 1882 года Неттер выступил в прессе против планов еврейской эмиграции в Палестину. Проходившая в тот же период в Берлине конференция еврейских организаций, в которой он участвовал, приняла резолюцию о желательности эмиграции в США и другие страны, где евреи могут найти убежище, при этом вовсе не упоминая Землю Израильскую. Позже в том же году, по-видимому, под влиянием барона Ротшильда, остававшегося сторонником еврейского поселенческого движения в Палестине, Неттер смягчил свою позицию по этому вопросу. В августе 1882 года он снова прибыл в Палестину, где начал разрабатывать планы новых поселений и развития ремёсел в еврейской общине, а также участвовал в приёме первой партии активистов движения «БИЛУ». Вскоре после этого, однако, Неттер тяжело заболел и скончался в Микве-Исраэль.
Шарль Неттер похоронен в Микве-Исраэль, у южной границы поселения. В его честь названы улица в Тель-Авиве, а также мошав Кфар-Нетер, основанный в 1939 году выходцами из Микве-Исраэль.